# Port lotniczy Baidoa
Port lotniczy Baidoa (kod IATA: BIB, kod ICAO: HCMB) – lotnisko obsługujące miasto Baydhabo.

## Linie lotnicze i połączenia
| Linia Lotnicza | Kierunek     |
| -------------- | ------------ |
| Jubba Airways  | 1. Mogadiszu |